# Allantodia hachijoensis
Allantodia hachijoensis là một loài thực vật có mạch trong họ Woodsiaceae. Loài này được (Nakai) Ching miêu tả khoa học đầu tiên năm 1964.